# John Mayall & the Bluesbreakers
John Mayall & the Bluesbreakers är en banbrytande brittisk bluesgrupp bildad i London 1963 och ledd av sångaren, låtskrivaren och multiinstrumentalisten John Mayall. Bandet, som har bytt medlemmar åtskilliga gånger, kom att bli något av en "skola" för många blivande stora musiker inom blues och bluesorienterad rock.

## Bandmedlemmar
John Mayall & the Bluesbreakers har bestått av musiker som:
- Eric Clapton och Jack Bruce (båda senare i Cream),

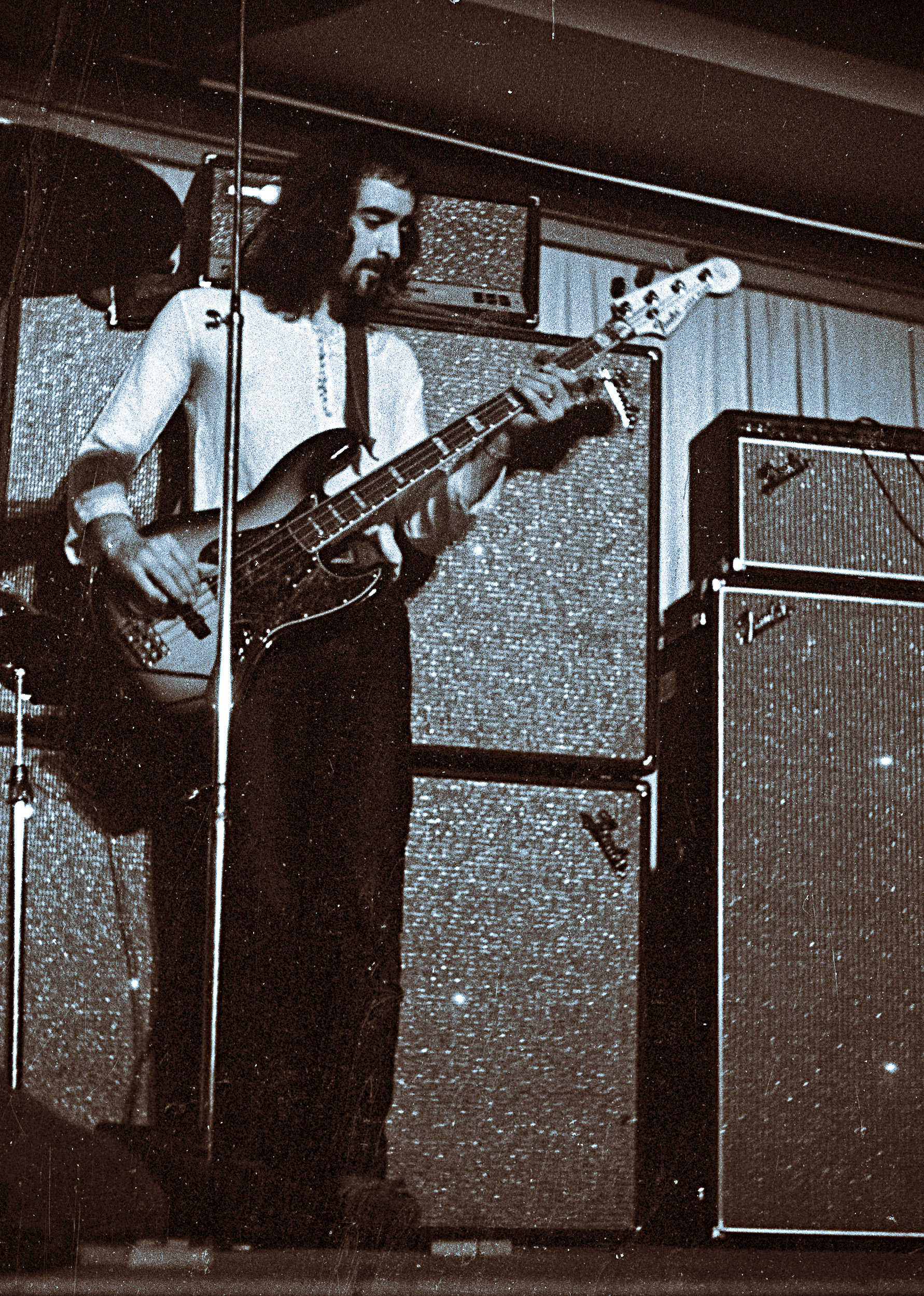
Peter Green, John McVie och Mick Fleetwood (som senare alla skulle spela i Fleetwood Mac),
- Hughie Flint (senare i McGuinness Flint, The Blues Band och Savoy Brown),
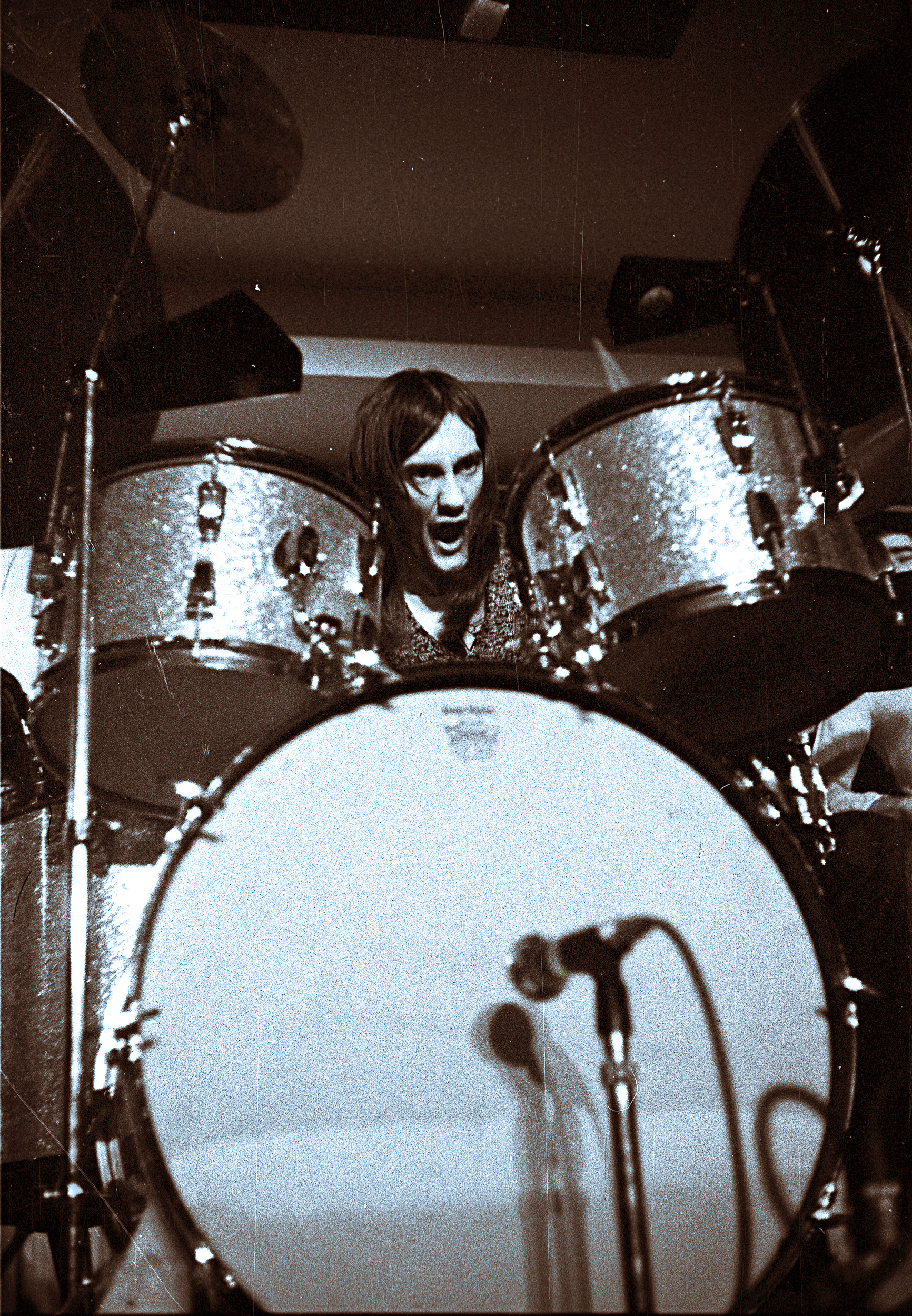
Mick Taylor (senare i The Rolling Stones),
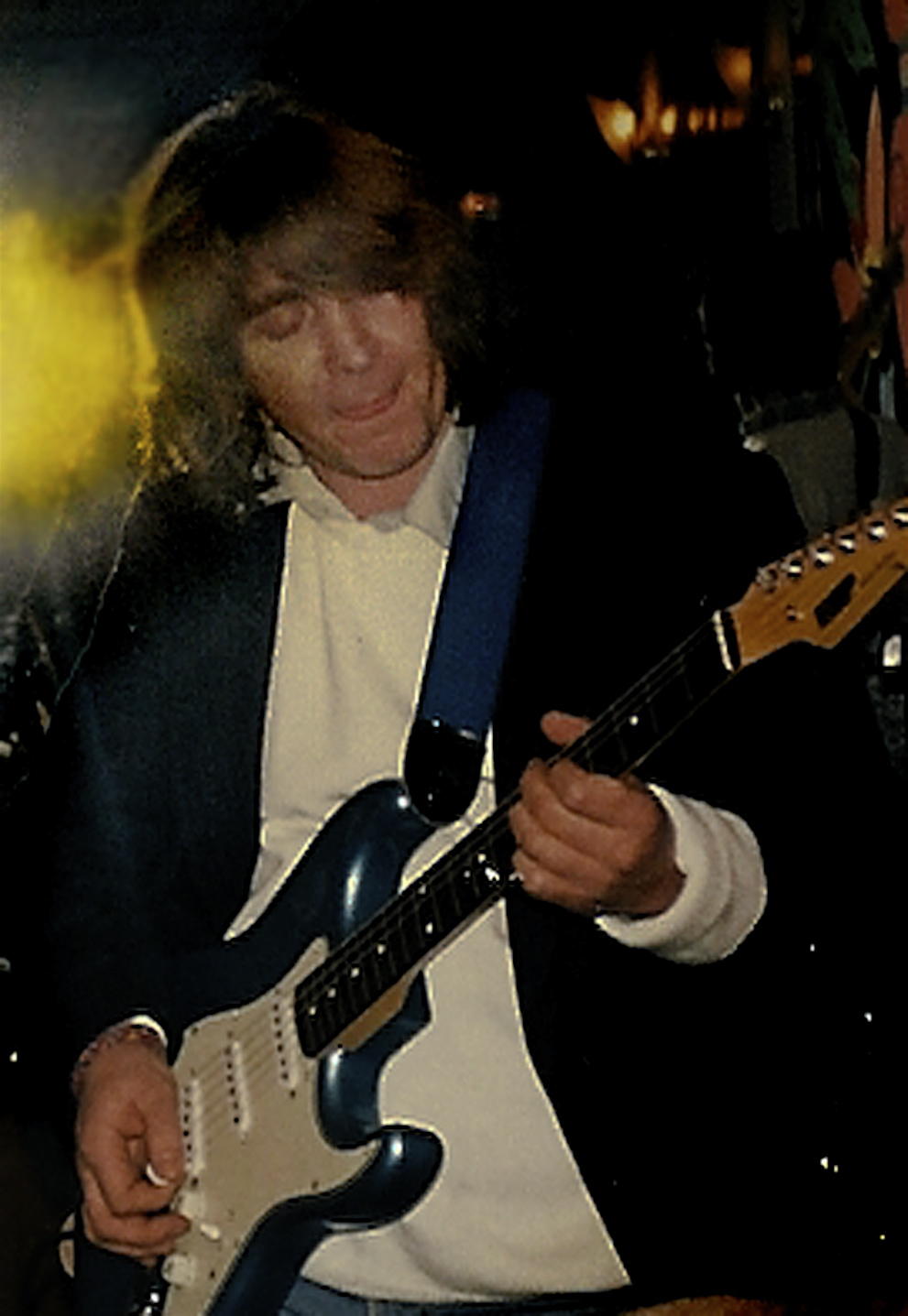
Don "Sugarcane" Harris, Harvey Mandel, Randy Resnick, Walter Trout, Larry Taylor (senare i Canned Heat),
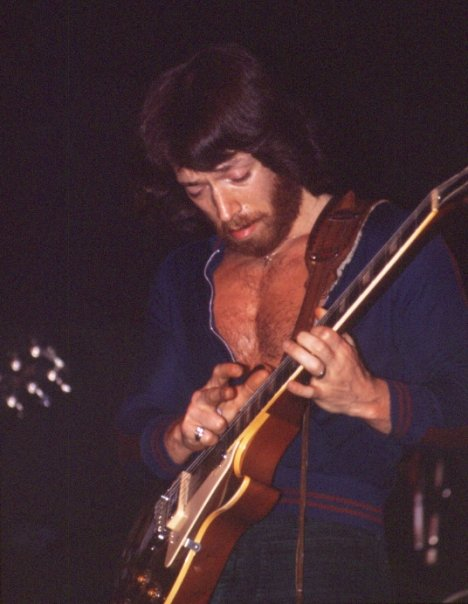
Harvey Mandel

- Johnny Almond och Jon Mark (senare duon Mark-Almond),
- Aynsley Dunbar, Dick Heckstall-Smith, Andy Fraser (Free), Chris Mercer, Coco Montoya, Henry Lowther.

Bilder

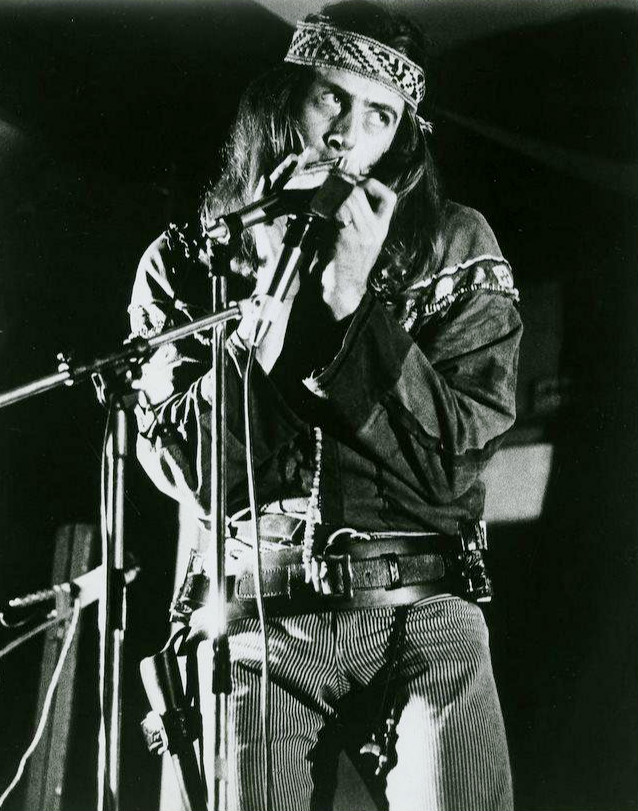
John Mayall 1970
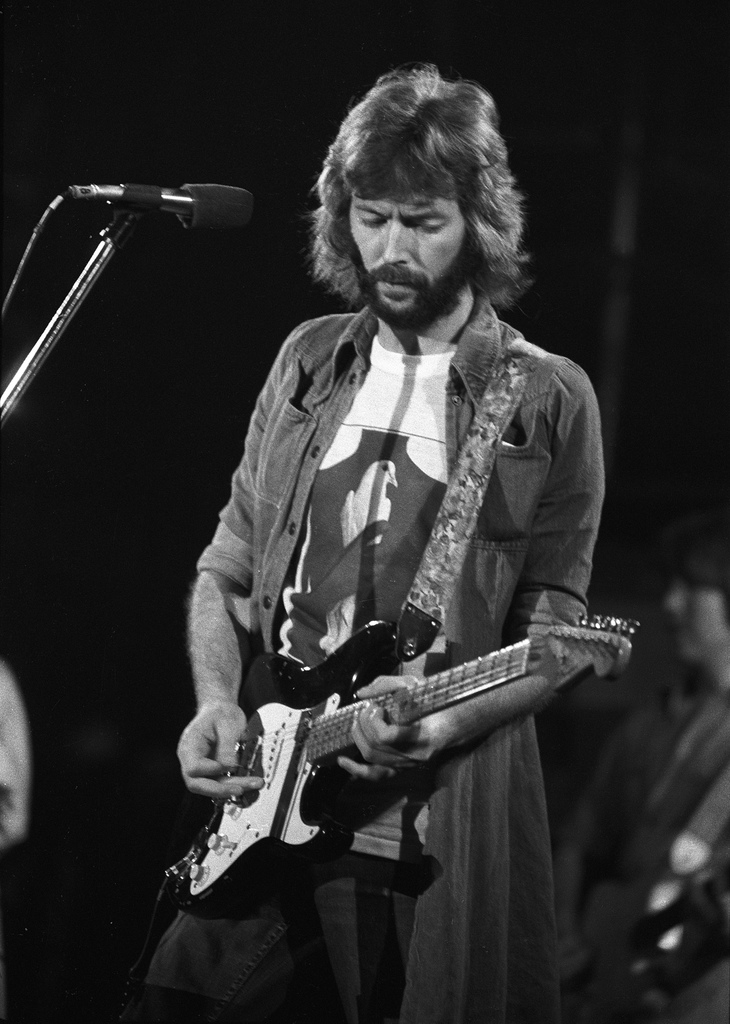
Eric Clapton
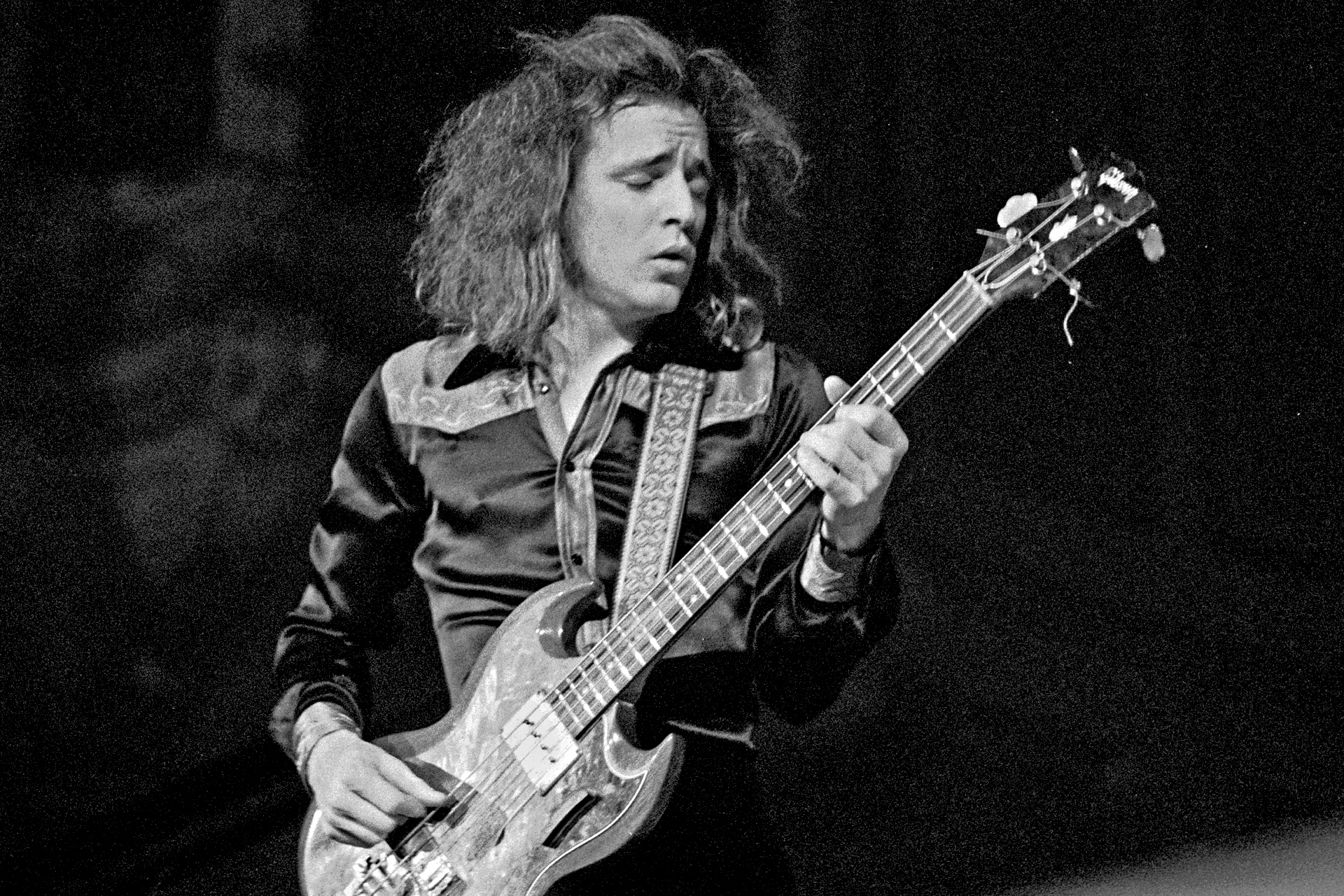
Jack Bruce
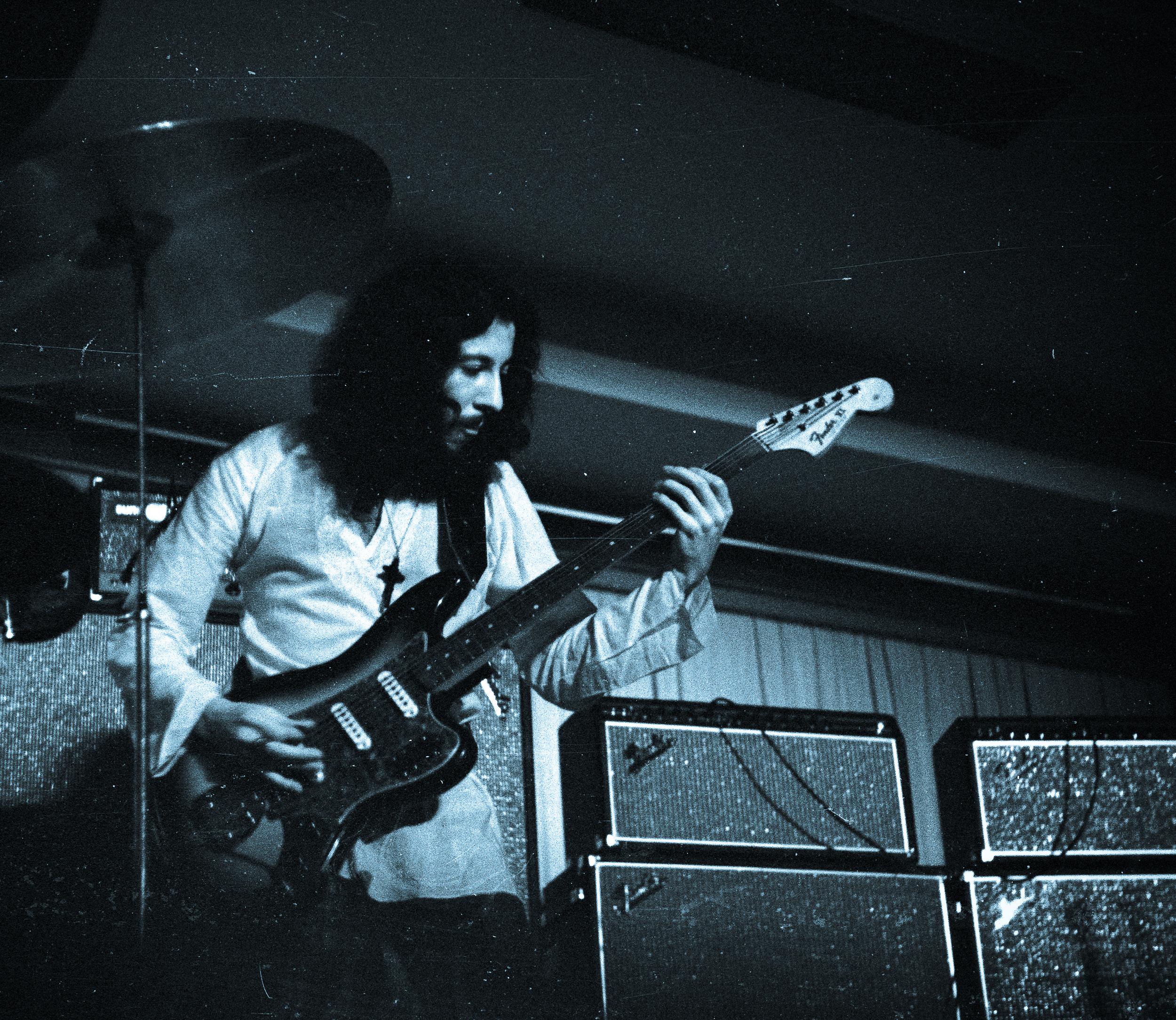
Peter Green

- John McVie
- Mick Fleetwood
- Mick Taylor
- Harvey Mandel

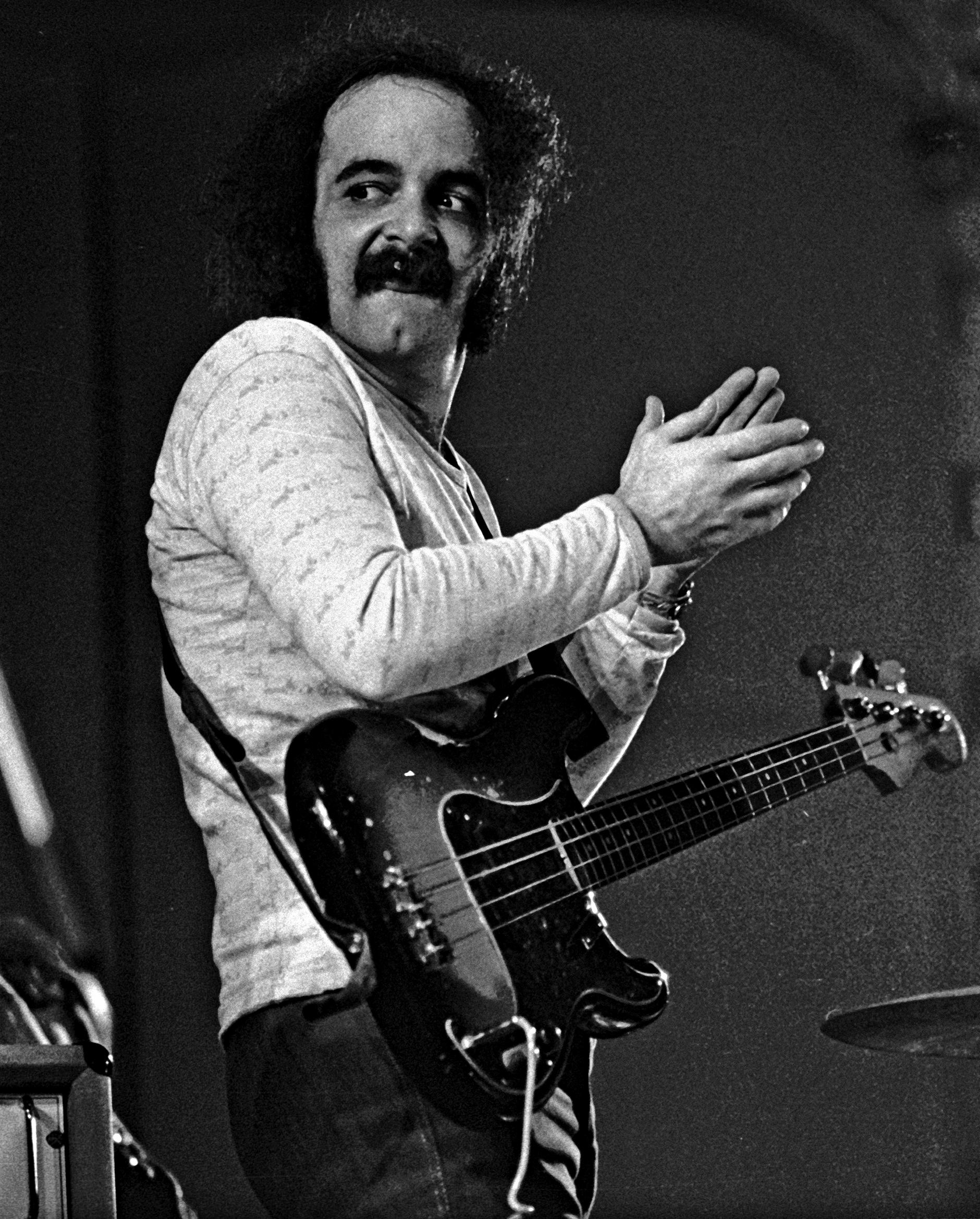
Larry Taylor
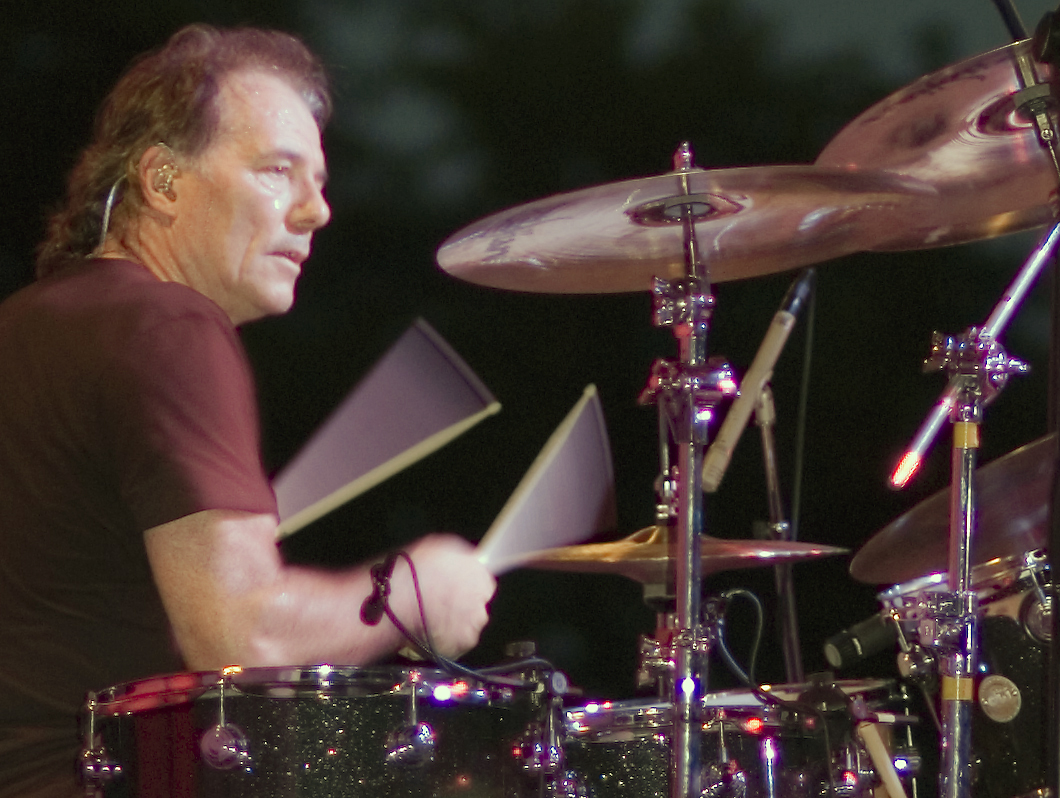
Aynsley Dunbar
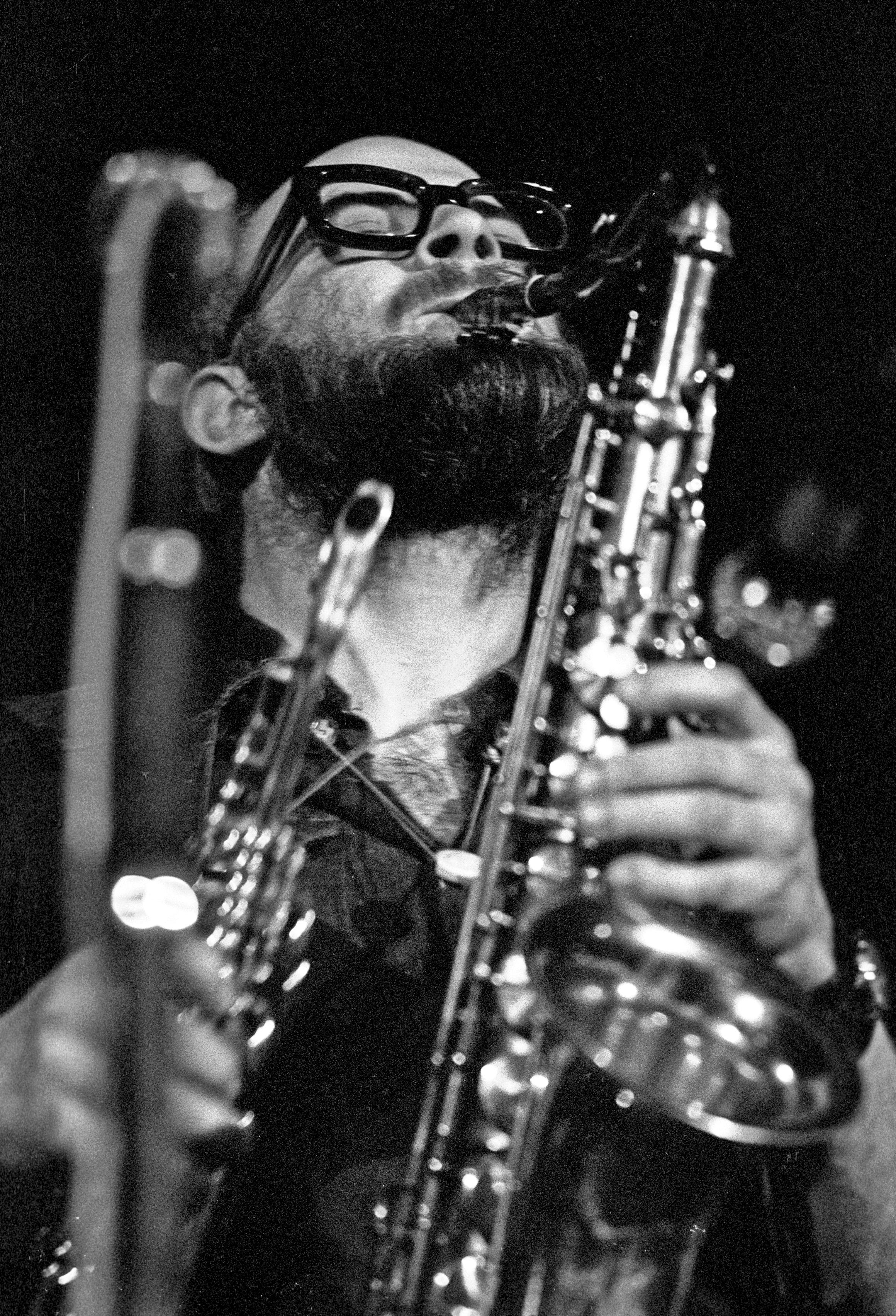
Dick Heckstall-Smith
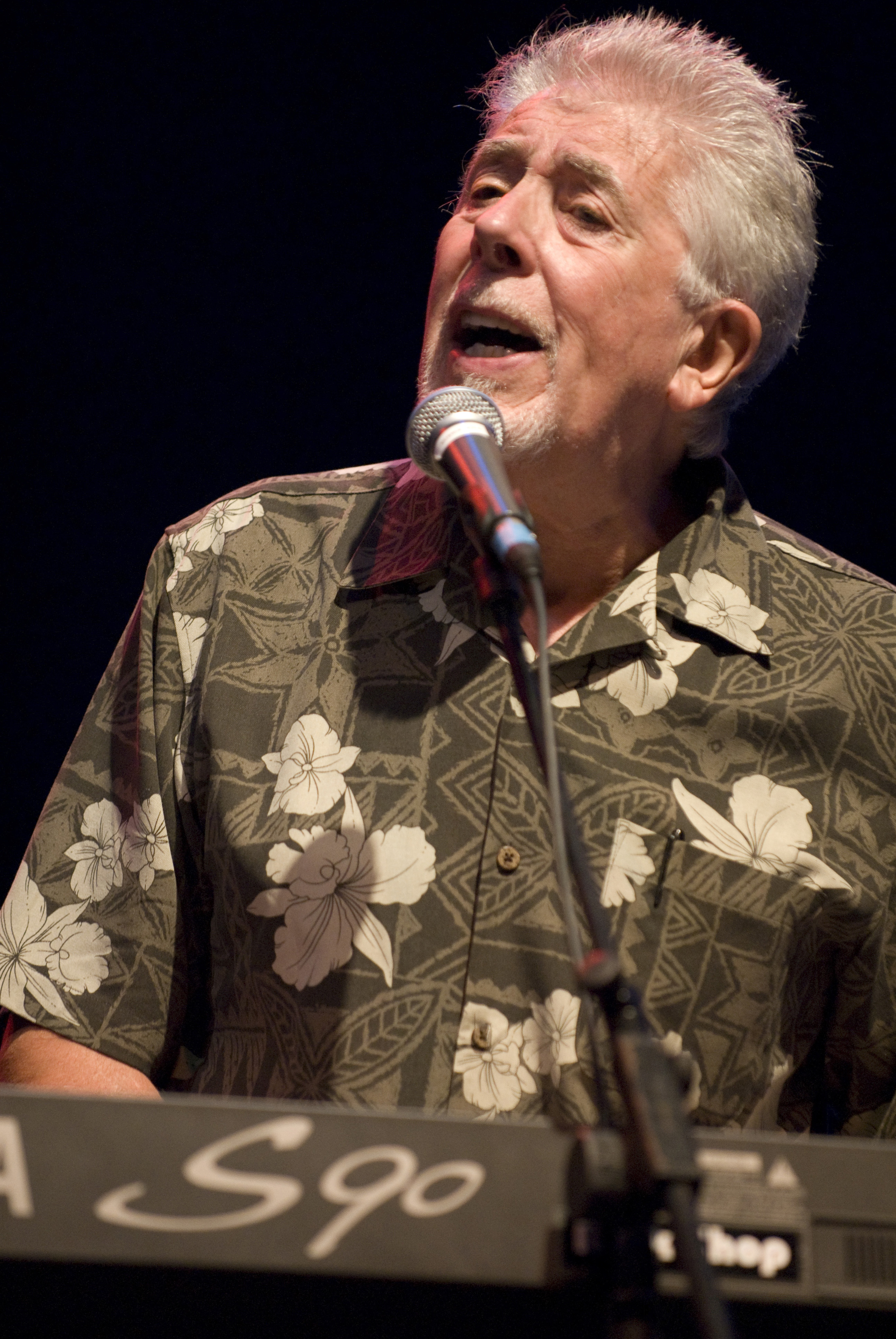
John Mayall 2007

## Lista över tidigare bandmedlemmar
| - John Mayall – sång, keyboard, gitarr, munspel - Bernie Watson – gitarr - Roger Dean – gitarr (avliden 2008) - Eric Clapton – gitarr - Peter Green – gitarr - Mick Taylor – gitarr - Jon Mark – gitarr - Randy Resnick – gitarr - Don "Sugarcane" Harris – gitarr, violin (avliden 1999) - Harvey Mandel – gitarr - Freddy Robinson – gitarr (avliden 2009) - Kal David – gitarr - Walter Trout – gitarr - Coco Montoya – gitarr - Buddy Whittington – gitarr - Simon Bateman – gitarr - Geoff Krivit – gitarr - Rick Vito – gitarr - John Weider – gitarr - John McVie – basgitarr - Jack Bruce – basgitarr - Tony Reeves – basgitarr - Larry Taylor – basgitarr - Malcolm Poole – basgitarr - Keith Tillman – basgitarr - Andy Fraser – basgitarr (avliden 2015) - Hank Van Sickle – basgitarr - Rick Cortes – basgitarr - Bobby Haynes – basgitarr | - Victor Gaskin – basgitarr (avliden 2012) - Peter Ward – trummor - Martin Hart – trummor - Hughie Flint – trummor - Aynsley Dunbar – trummor - Mick Fleetwood – trummor - Jon Hiseman – trummor - Keef Hartley – trummor (avliden 2011) - Colin Allen – trummor - Soko Richardson – trummor (avliden 2004) - Joe Yuele – trummor - Paul Lagos – trummor - Johnny Almond – flöjt, saxofon (avliden 2009) - Chris Mercer – tenorsaxofon, barytonsaxofon - Dick Heckstall-Smith – saxofon (avliden 2004) - Red Holloway – tenorsaxofon (avliden 2012) - Rip Kant – barytonsaxofon - Billy Mitchell – tenorsaxofon - Alan Skidmore – tenorsaxofon - Nick Newell – saxofon - Ernie Watts – tenorsaxofon - Clifford Solomon – altsaxofon, tenorsaxofon - Henry Lowther – trumpet, kornett, violin - Blue Mitchell – trumpet, flygelhorn (avliden 1979) - Derek Healey – trumpet - Chris Barber – trombon - Ronnie Barron – piano - Paul Butterfield – munspel |

## Diskografi
Album
- 1965 – John Mayall Plays John Mayall
- 1966 – Blues Breakers with Eric Clapton (med Eric Clapton)
- 1967 – A Hard Road (med Peter Green)
- 1967 – Bluesbreakers with Paul Butterfield (EP)
- 1967 – Crusade (med Mick Taylor)
- 1967 – The Blues Alone
- 1968 – Diary of a Band Volume 1
- 1968 – Diary of a Band Volume 2
- 1968 – Bare Wires (med Mick Taylor)
- 1968 – Blues from Laurel Canyon
- 1969 – Looking Back
- 1969 – Thru the Years
- 1969 – Primal Solos
- 1969 – The Turning Point
- 1970 – Empty Rooms
- 1970 – USA Union
- 1971 – Back to the Roots
- 1971 – Memories
- 1972 – Jazz Blues Fusion
- 1973 – Moving On
- 1973 – Ten Years Are Gone
- 1974 – The Latest Edition
- 1975 – New Year, New Band, New Company
- 1975 – Notice to Appear
- 1976 – Banquet in Blues
- 1977 – Lots of People
- 1977 – A Hard Core Package
- 1978 – Last of the British Blues
- 1979 – The Bottom Line
- 1980 – No More Interviews
- 1982 – Road Show Blues
- 1982 – Return of the Bluesbreakers
- 1985 – Behind the Iron Curtain
- 1987 – Chicago Line
- 1988 – The Power of the Blues
- 1988 – Archives to Eighties
- 1990 – A Sense of Place
- 1992 – 1982 Reunion Concert
- 1992 – Cross Country Blues
- 1993 – Wake Up Call
- 1995 – Spinning Coin
- 1997 – Blues for the Lost Days
- 1999 – Padlock on the Blues
- 1999 – Rock the Blues Tonight
- 1999 – Live at the Marquee 1969
- 1999 – The Masters
- 2001 – Along for the Ride
- 2002 – STORIES
- 2003 – Rolling With the Blues
- 2003 – 70th Birthday Concert
- 2004 – The Turning Point Soundtrack 2005: Road Dogs
- 2006 – The BBC Sessions
- 2007 – In the Palace of the King

Dessa album har bara blivit utgivna av John Mayall på hans officiella webbplats:
- 2000 – Time Capsule
- 2001 – UK Tour 2K
- 2001 – Boogie Woogie Man
- 2003 – No Days Off

## Källhänvisningar
1. ↑  The Guardian: John Mayall: 'I managed to pick out some pretty special people' – intervju med John Mayall
2. ↑  John Mayall-biografi på Allmusic
3. ↑  Biografi av Richie Unterberger på allmusic.com
4. ↑  ”Where's Eric: JOHN MAYALL'S BLUES BREAKERS”. Arkiverad från originalet den 8 augusti 2017. https://web.archive.org/web/20170808224147/http://www.whereseric.com/the-vault/band-history-and-lineups/john-mayalls-blues-breakers. Läst 7 maj 2017.